# (5105) Westerhout
(5105) Westerhout (1986 TM1) – planetoida z grupy pasa głównego asteroid okrążająca Słońce w ciągu 4,18 lat w średniej odległości 2,6 j.a. Odkryta 4 października 1986 roku.